# Ni Yulan
Ni Yulan (倪玉兰, ur. 1960 w Pekinie) – chińska prawniczka, obrończyni praw człowieka.

## Życiorys
Urodzona w 1960 roku Ni zaczęła praktykować prawo w 1986 roku, skupiając się głównie na walce o prawa człowieka, broniąc ludzi z marginesu, odrzuconych, prześladowanych, np. grupę Falun Gong czy ofiary przymusowej eksmisji. Rozpoczęła swoją pracę w ramach walki o prawa człowieka w 2001 roku, kiedy to jej sąsiedztwo w Pekinie zostało przymusowo wyburzone, by stworzyć miejsce dla infrastruktury zbliżających się Letnich Igrzysk Olimpijskich 2008 roku w Pekinie. Ni razem z jej mężem i z sąsiadami protestowali przeciw przymusowym eksmisjom, niszczeniu domów oraz żądali godnej rekompensaty.
W 2002 roku Ni Yulan została aresztowana podczas nagrywania eksmisji oraz burzenia domów jej sąsiadów. Została usunięta z palestry oraz trafiła na rok do więzienia, w którym była torturowana; od tego czasu porusza się na wózku inwalidzkim. W 2008 roku została ponownie aresztowana i wysłana na kolejne dwa lata do więzienia. W 2012 roku Chińska Republika Ludowa ponownie skazała Ni Yulan na dwa lata więzienia za "działalność wywrotową".

## Wyróżnienia
Ni Yulan otrzymała nagrodę Mensenrechtentulp (Tulipan praw człowieka) – przyznawaną przez holenderskie Ministerstwo Spraw Zagranicznych.. Otrzymała również nagrodę International Women of Courage.